# Aeroporto Internacional Jomo Kenyatta
O Aeroporto Internacional Jomo Kenyatta, (código IATA: NBO, código OACI: HKJK) anteriormente chamado Aeroporto Embakasi e Aeroporto Internacional de Nairóbi, é a maior instalação de aviação do Quênia, e é o aeroporto com mais movimento da África Oriental. É o sexto aeroporto mais movimentado na África. O aeroporto recebe seu nome do primeiro-ministro e presidente do Quênia, Jomo Kenyatta.
O aeroporto Kenyatta está localizado em Embakasi, um subúrbio ao sudeste de Nairóbi. O aeroporto está localizado a 15 quilômetros do centro de Nairóbi, e nos limites da cidade. A Autovia Mombaça discorre adjacente ao aeroporto, e é o principal anexo de união entre Nairóbi e o aeroporto.
O aeroporto é a base de operações principal da Kenya Airways e da Five Forty Aviation. O aeroporto Jomo Kenyatta conta com a pista 06/24. A cabeceira 06 está equipada com ILS e é utilizada tanto para descolagens como para aterrissagens. O aeroporto conta com um terminal construído nos anos 70. O antigo terminal "Embakasi", agora utilizado para carga e instalação de treinamento da Força Aérea do Quênia, foi construído antes dos anos 60.
Em 2008, o aeroporto recebeu 5.160.000 passageiros.

## História

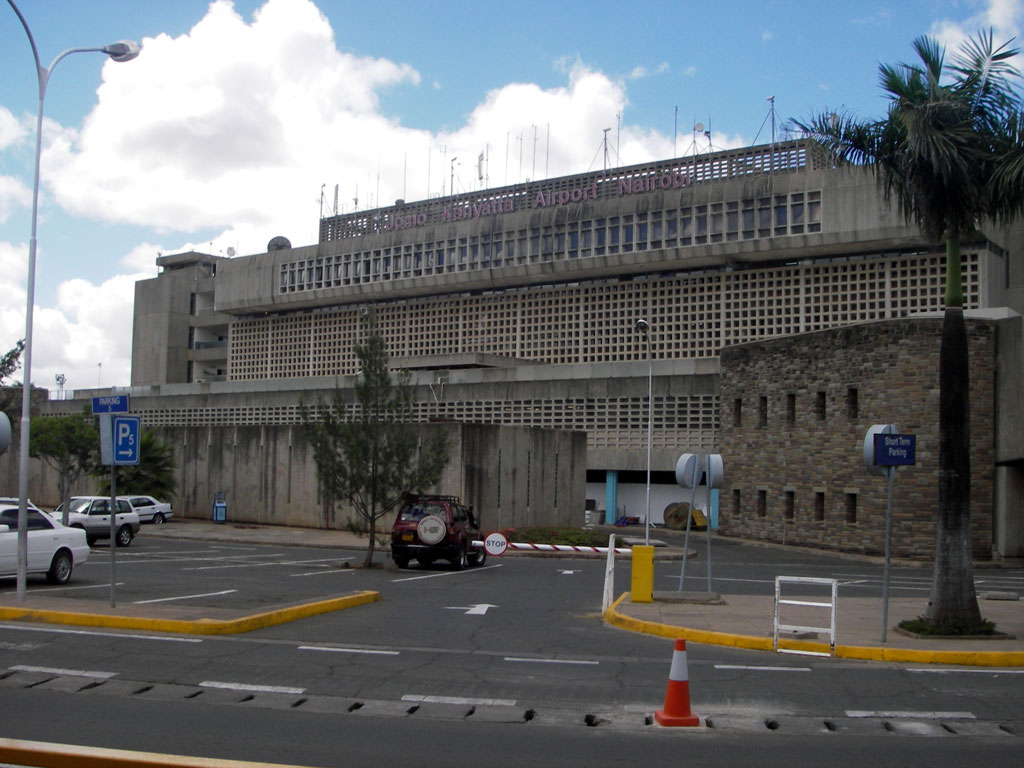
Uma vista frontal do Aeroporto Internacional Jomo Kenyatta, 2006.

O Aeroporto de Nairóbi Embakasi foi inaugurado em maio de 1958, pelo outrora Governador do Quênia, Evelyn Baring. O aeroporto ia ser inaugurado pela Rainha Mãe, no entanto, sofreu um atraso na Austrália e não pôde realizar a cerimônia.
O atual terminal foi construído mais tarde do outro lado da pista e o aeroporto foi rebatizado como Aeroporto Internacional Jomo Kenyatta. O antigo terminal é também conhecido como Antigo Aeroporto de Embakasi e é utilizada pela Força Aérea de Quênia.

## Incêndio do 7 de Agosto 2013
Um gigantesco incêndio tomou o principal aeroporto do Quênia no 7 de Agosto 2013, forçando o fechamento do aeroporto, um dos mais importantes da África Oriental. O incêndio tomou grandes proporções e destruiu a área de chegadas internacionais, onde os passageiros passam pelo controle de imigração e retiram suas bagagens. Não houve vítimas.

## Estatísticas
Ver a consulta original do Wikidata.

## Linhas Aéreas e destinos
- African Express Airways (Aden, Al Mukalla, Berbera, Dubai, Juba, Mogadiscio, Mombasa, Sharjah)
- Air Arabia (Sharjah)
- Air India (Mumbai)
- Air Italy (Milão – Malpensa , Roma-Fiumicino)
- Air Madagascar (Antananarivo)
- Air Mauritius (Mauricio)
- Air Uganda (Entebbe)
- Air Zimbabwe (Harare)
- British Airways (Londres-Heathrow)
- Brussels Airlines (Bruselas)
- Cameroon Airlines (Yaoundé)
- Daallo Airlines (Djibouti, Hargeisa, Mogadiscio)
- East African Safari Air (Juba, Kisumu, Lokichogio)
- EgyptAir (Cairo)
- Emirates (Dubai)
- Ethiopian Airlines (Addis Abeba)
- Fly540 (Mombasa)
- JetLink Express (Eldoret, Goma, Juba, Kisumu, Mombasa)
- KLM (Ámsterdam)
- Kenya Airways (Abidjan, Accra, Addis Abeba, Ámsterdam, Antananarivo, Bamako, Bangkok-Suvarnabhumi, Bujumbura, Cairo, Dar es Salaam, Dakar, Djibouti, Douala, Dubai, Entebbe, Freetown, Guangzhou, Harare, Hong Kong, Johanesburgo, Khartoum, Kigali, Kinshasa, Kisumu, Lamu, Lagos, Lilongwe, Londres-Heathrow, Lubumbashi, Maputo, Mauricio, Mayotte, Mombasa, Monrovia, Moroni, Mumbai, Paris-Charles de Gaulle, Seychelles, Yaoundé, Zanzíbar)
- Linhas Aéreas de Moçambique (Maputo, Pemba, Nampula)
- Marsland Aviation
- Nasair (Asmara, Khartoum)
- Precision Air (Dar es Salaam, Mwanza, Kilimanjaro, Shinyanga, Zanzíbar)
- Qatar Airways (Doha)
- Rwandair Express (Kigali)
- Saudi Arabian Airlines (Jeddah, Johanesburgo)
- South African Airways (Johanesburgo)
- Sudan Airways (Khartoum)
- Swiss International Air Lines (Dar es Salaam, Zúrich)
- Turkish Airlines (Estambul-Atatürk)
- Virgin Atlantic (Londres-Heathrow)

### Linhas Aéreas de cargueiras
- Air France Cargo
- Cargolux
- Evergreen International Airlines
- Kenya Airways Cargo
- Lufthansa Cargo
- Martinair Cargo
- Simba Air Cargo
- Singapore Airlines Cargo